# Johan Frederik Classen
Johan Frederik Classen, född den 11 februari 1725 i Kristiania i Norge av sönderjylländsk släkt, död den 24 mars 1792 på Arresødal, var en dansk industriidkare och donator. Han var bror till Peter Hersleb Classen.
Classen tog 1744 teologisk examen, men började tidigt med praktisk verksamhet och trädde 1749 i förbindelse med norska affärsmän samt blev 1750 statsleverantör av krigsmateriel. År 1756 blev han delägare i en fabrik vid Arresø, vilken han utvidgade till att bli kanon- och metallgjuteri och krutverk, vilket fick namnet Frederiksværk och redan 1762 hade 300 arbetare. År 1767 blev han ensam ägare.
Till lön för de tjänster han därvid gjorde staten under sjuåriga kriget blev Classen 1757 generalkrigskommissarie och var 1761-1763 till och med deputerad i generalkrigskommissariatet, som skulle öva kontroll över hans leveranser. Han stod i hög gunst hos general Peter Elias von Gähler, liksom hos dennes fru, och förstod att bevara sitt inflytande även efter Struensees fall. År 1775 fick han titeln generalmajor och 1783 titeln excellens.
Classen gifte sig 1783 med Elisabeth Iselin, född Fabritius. Han dog barnlös och testamenterade nästan hela sin förmögenhet till det som skulle bli Det Classenske Fideicommis.